# Erik Lamela
Erik Manuel Lamela Cordero (Buenos Aires, 1992. március 4. –) argentin válogatott labdarúgó, jelenleg a Sevilla középpályása. Spanyol útlevéllel is rendelkezik. Fizikai felépítése alapján sokan Kakához hasonlítják.

## Pályafutása

### River Plate
2009. június 19-én debütált a River Plate együttesében, a Tigre ellen a 80. percben váltotta csereként Robert Florest. 2010. december 5-én szerezte meg első gólját a Colón ellen. Második gólját a Lanús ellen 4–1-re megnyert mérkőzésen jegyezte.
A 2010–11-es szezonban rendszeresen játéklehetőséghez jutott, 34 mérkőzésen 4 gólt szerzett. 2011. február 11-én szerezte meg a szezonban az első gólját a Club Atlético Huracán ellen 2–0-ra megnyert hazai mérkőzésen. A Lanús elleni hazai, illetve idegenbeli mérkőzésen is gólt szerzett. A szezon során még a Colón kapujába talált be.

### AS Roma
2011. augusztus 26-án csatlakozott az olasz klubhoz 12 millió euróért. A szerződésbe belefoglalták, hogy amennyiben több mint 20 mérkőzésen lép pályára a szezonban, további 2 millió euró illeti meg a nevelőegyesületét. Október 23-án szerezte meg első bajnoki gólját a Bologna ellen. Áprilisban a Novara, valamint a Lecce kapuját is bevette. Az utolsó gólját a bajnokságban a Cesena ellen szerezte meg. Az olasz kupában a Fiorentina ellen duplázott. 29 bajnoki mérkőzésen lépett pályára, ezeken 4 gólt és 7 gólpasszt jegyzett. A kupában 2 mérkőzésen 2 gól volt a termése.
A 2012–13-as szezonban a Bologna ellen szerezte meg első gólját a szezonban, majd 6 egymást követő mérkőzésen 7 gólig jutott: egyet-egyet az Atalanta, a Genoa, a Parma, a Palermo és a Lazio, valamint 2 gólt az Udinese elleni mérkőzésen jegyzett. Egy sérülés miatti közel egy hónapos kihagyást követően az AC Milan ellen 4–2-re megnyert rangadón előbb bal lábbal, majd fejjel szerzett gólt.

### A válogatottban
Az argentin U20-as válogatottban egy Mexikó elleni mérkőzésen debütált, egyben az első gólját is megszerezte a 2011-es U20-as labdarúgó-világbajnokságon. Ugyanezen a tornán az egyiptomi válogatott ellen duplázni tudott. Az argentin csapat a negyeddöntőben tizenegyesekkel maradt alul Portugália ellen.
2011. május 25-én debütált az argentin válogatottban egy Paraguay ellen 4–2-re megnyert barátságos mérkőzésen. Részt vett a 2015-ös chilei, illetve a 2016-os egyesült államokbeli Copa Americán is, mindkét alkalommal ezüstérmet szerezve.

## Statisztika

### Klubcsapatokban
| River Plate       | 2008–09          | 1   | 0  | —  | — | —  | — | 1   | 0  |
| River Plate       | 2009–10          | 1   | 0  | —  | — | —  | — | 1   | 0  |
| River Plate       | 2010–11          | 34  | 4  | —  | — | —  | — | 34  | 4  |
| Összesen          | Összesen         | 36  | 4  | 0  | 0 | 0  | 0 | 36  | 4  |
| Roma              | 2011–12          | 29  | 4  | 2  | 2 | —  | — | 31  | 6  |
| Roma              | 2012–13          | 33  | 15 | 3  | 0 | —  | — | 36  | 15 |
| Összesen          | Összesen         | 62  | 19 | 5  | 2 | 0  | 0 | 67  | 21 |
| Tottenham Hotspur | 2013–14          | 9   | 0  | 2  | 0 | 6  | 1 | 17  | 1  |
| Tottenham Hotspur | 2014–15          | 33  | 2  | 5  | 1 | 8  | 2 | 46  | 5  |
| Tottenham Hotspur | 2015–16          | 34  | 5  | 2  | 0 | 8  | 6 | 44  | 11 |
| Tottenham Hotspur | 2016–17          | 9   | 1  | 2  | 1 | 3  | 0 | 14  | 2  |
| Tottenham Hotspur | 2017–18          | 25  | 2  | 6  | 2 | 2  | 0 | 33  | 4  |
| Összesen          | Összesen         | 110 | 10 | 17 | 4 | 27 | 9 | 154 | 23 |
| Karrier összesen  | Karrier összesen | 208 | 33 | 22 | 6 | 27 | 9 | 257 | 48 |

### A válogatottban
| Válogatott    | Év       | Mérk. | Gól |
| ------------- | -------- | ----- | --- |
| Argentína U20 | 2011     | 4     | 3   |
| Összesen      | Összesen | 4     | 3   |
| Argentína     | 2011     | 1     | 0   |
| Argentína     | 2012     | 0     | 0   |
| Argentína     | 2013     | 5     | 0   |
| Argentína     | 2014     | 4     | 1   |
| Argentína     | 2015     | 5     | 0   |
| Argentína     | 2016     | 8     | 2   |
| Argentína     | 2018     | 2     | 0   |
| Összesen      | Összesen | 25    | 3   |

### Válogatott góljai

#### Argentína U20
| 1                           | 2011. július 30.    | Atanasio Girardot Stadion, Medellín, Kolumbia | Mexikó   | 1–0 | 1–0 | 2011-es U20-as labdarúgó-világbajnokság |
| 2                           | 2011. augusztus 10. | Atanasio Girardot Stadion, Medellín, Kolumbia | Egyiptom | 1–0 | 2–1 | 2011-es U20-as labdarúgó-világbajnokság |
| 3                           | 2011. augusztus 10. | Atanasio Girardot Stadion, Medellín, Kolumbia | Egyiptom | 2–0 | 2–1 | 2011-es U20-as labdarúgó-világbajnokság |
| 2012. december 23. szerint. |                     |                                               |          |     |     |                                         |

### Sikerei, díjai
AS Roma
- Coppa Italia: döntős (2013)

 Tottenham
- Ligakupa: döntős (2015, 2021)

 Sevilla
- Európa-liga: győztes (2023)

 Argentína
- Copa América: döntős (2015, 2016)

### Egyéni
- Premier League – A hónap gólja díj: 2021. március
- Premier League – A szezon gólja díj: 2021
- Puskás Ferenc-díj: 2021[12]